# Altiphylax
Altiphylax – rodzaj jaszczurek z rodziny gekonowatych (Gekkonidae).

## Zasięg występowania
Rodzaj obejmuje gatunki występujące w Pakistanie, Afganistanie, Kirgistanie, Indiach i Chinach.

## Systematyka

### Etymologia
Altiphylax: łac. altus „wysoki, duży”, od alere „odżywiać”; rodzaj Alsophylax Fitzinger, 1843.

### Podział systematyczny
Do rodzaju należą następujące gatunki:
- Altiphylax baturensis
- Altiphylax levitoni
- Altiphylax mintoni
- Altiphylax stoliczkai
- Altiphylax tokobajevi